# Oula Abass Traoré
Oula Abass Traoré (Bobo-Dioulasso, 29 settembre 1995) è un calciatore burkinabé, difensore del Douanes.

## Carriera

### Nazionale
Debutta con la nazionale burkinabé il 9 giugno 2019 in occasione dell'amichevole pareggiata 0-0 contro la RD del Congo.

## Statistiche
Statistiche aggiornate al 28 dicembre 2021.

### Cronologia presenze e reti in nazionale
| Cronologia completa delle presenze e delle reti in nazionale ― Burkina Faso | Cronologia completa delle presenze e delle reti in nazionale ― Burkina Faso | Cronologia completa delle presenze e delle reti in nazionale ― Burkina Faso | Cronologia completa delle presenze e delle reti in nazionale ― Burkina Faso | Cronologia completa delle presenze e delle reti in nazionale ― Burkina Faso | Cronologia completa delle presenze e delle reti in nazionale ― Burkina Faso | Cronologia completa delle presenze e delle reti in nazionale ― Burkina Faso | Cronologia completa delle presenze e delle reti in nazionale ― Burkina Faso |
| Data                                                                        | Città                                                                       | In casa                                                                     | Risultato                                                                   | Ospiti                                                                      | Competizione                                                                | Reti                                                                        | Note                                                                        |
| --------------------------------------------------------------------------- | --------------------------------------------------------------------------- | --------------------------------------------------------------------------- | --------------------------------------------------------------------------- | --------------------------------------------------------------------------- | --------------------------------------------------------------------------- | --------------------------------------------------------------------------- | --------------------------------------------------------------------------- |
| 9-6-2019                                                                    | Marbella                                                                    | RD del Congo                                                                | 0 – 0                                                                       | Burkina Faso                                                                | Amichevole                                                                  | -                                                                           | 45’                                                                         |
| 4-9-2019                                                                    | Marrakech                                                                   | Libia                                                                       | 0 – 1                                                                       | Burkina Faso                                                                | Amichevole                                                                  | -                                                                           |                                                                             |
| 22-9-2019                                                                   | Kumasi                                                                      | Ghana                                                                       | 0 – 1                                                                       | Burkina Faso                                                                | Qual. Campionato delle nazioni africane 2020                                | -                                                                           |                                                                             |
| 20-10-2019                                                                  | Ouagadougou                                                                 | Burkina Faso                                                                | 0 – 0                                                                       | Ghana                                                                       | Qual. Campionato delle nazioni africane 2020                                | -                                                                           |                                                                             |
| 7-9-2021                                                                    | Kumasi                                                                      | Burkina Faso                                                                | 1 – 1                                                                       | Algeria                                                                     | Qual. Mondiali 2022                                                         | -                                                                           |                                                                             |
| 8-10-2021                                                                   | Marrakech                                                                   | Gibuti                                                                      | 0 – 4                                                                       | Burkina Faso                                                                | Qual. Mondiali 2022                                                         | -                                                                           |                                                                             |
| 11-10-2021                                                                  | Marrakech                                                                   | Burkina Faso                                                                | 2 – 0                                                                       | Gibuti                                                                      | Qual. Mondiali 2022                                                         | -                                                                           | 65’                                                                         |
| 30-12-2021                                                                  | Abu Dhabi                                                                   | Mauritania                                                                  | 0 – 0                                                                       | Burkina Faso                                                                | Amichevole                                                                  | -                                                                           | 70’                                                                         |
| Totale                                                                      |                                                                             | Presenze                                                                    | 8                                                                           |                                                                             | Reti                                                                        | 0                                                                           |                                                                             |

## Palmarès

### Club

#### Competizioni nazionali
- Campionato guineano: 3

Horoya: 2020, 2021, 2022